# Lipomo

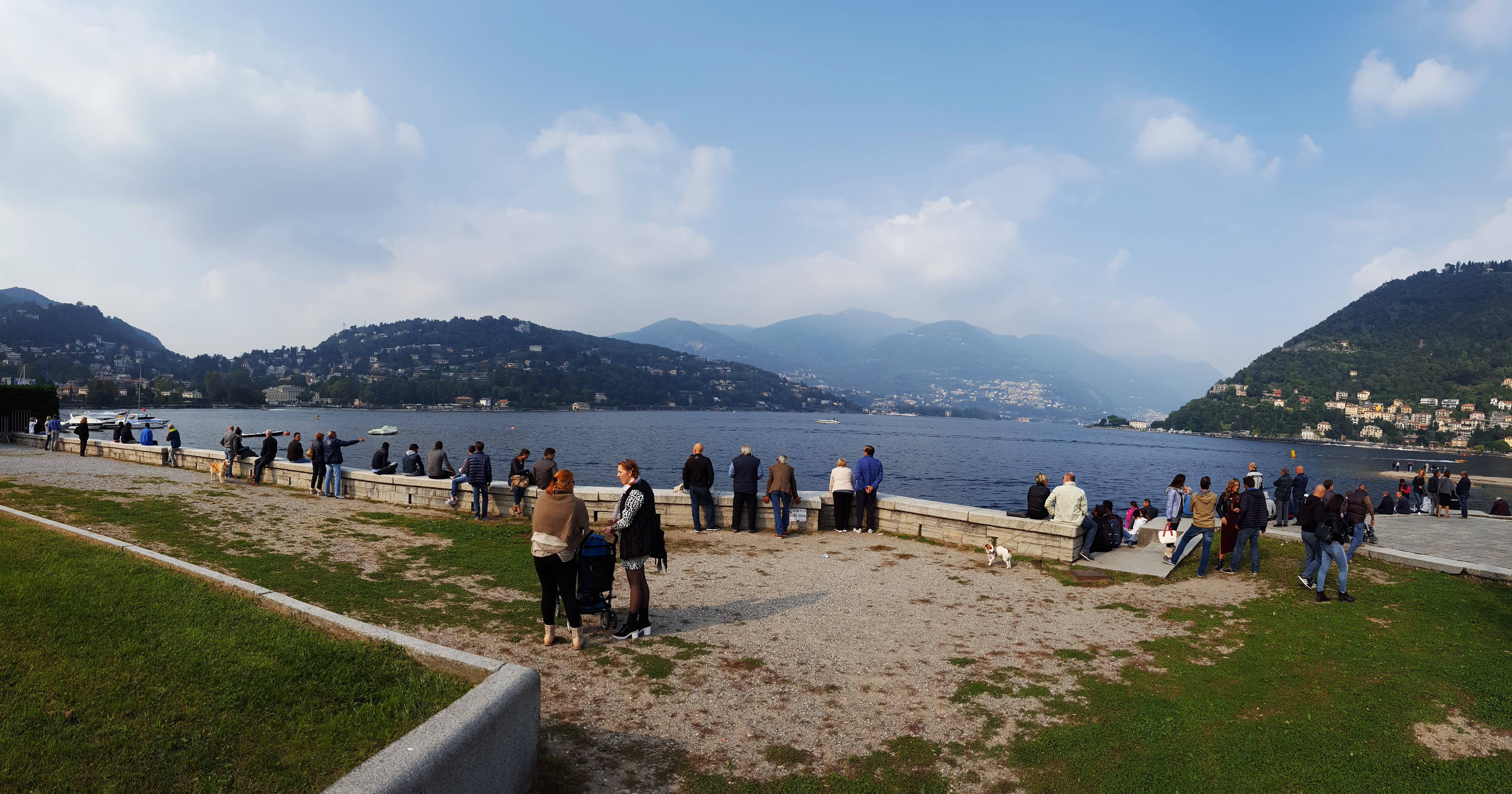
Lungo Lario Trento

Lipomo ist eine norditalienische Gemeinde (comune) mit 5908 Einwohnern (Stand 31. Dezember 2023) in der Provinz Como in der Lombardei. 

## Geographie
Die Gemeinde liegt etwa 3,5 Kilometer südöstlich von Como. Die Nachbargemeinden sind: Capiago Intimiano, Como, Montorfano und Tavernerio.

## Geschichte
Der Ortsname soll auf den Römer Laepomius zurückgehen, der Statthalter in Como war.

## Verkehr
Die Gemeinde liegt an der frühen Staatsstraße 342 (heute eine Provinzstraße) von Como durch die Brianza nach Bergamo.

## Sehenswürdigkeiten
- Pfarrkirche Santi Vito e Modesto (1848)[2]
- Villa De Herra (17. Jahrhundert)[3]
- Schalenstein Sass sura Lipomm